# Giorgi Ganugrava
Giorgi Ganugrava (grúzul: გიორგი განუგრავა, Tbiliszi, 1988. február 21. –) grúz labdarúgó, , a grúz élvonalbeli Metallurg Rustavi középpályása.

## Mérkőzései a grúz válogatottban
| #   | Dátum               | Ellenfél    | Eredmény | Kiírás              | Esemény |
| --- | ------------------- | ----------- | -------- | ------------------- | ------- |
| 1.  | 2005. augusztus 17. | Kazahsztán  | 2 – 1    | Vb-selejtező        | 90'     |
| 2.  | 2005. szeptember 7. | Dánia       | 1 – 6    | Vb-selejtező        | 62' 63' |
| 3.  | 2005. október 8.    | Kazahsztán  | 0 – 0    | Vb-selejtező        |         |
| 4.  | 2005. október 12.   | Görögország | 0 – 1    | Vb-selejtező        |         |
| 5.  | 2005. november 12.  | Bulgária    | 2 – 6    | barátságos mérkőzés | 65'     |
| 6.  | 2005. november 16.  | Jordánia    | 3 – 2    | barátságos mérkőzés | 82'     |
| 7.  | 2006. március 1.    | Málta       | 2 – 0    | barátságos mérkőzés |         |
| 8.  | 2006. március 22.   | Albánia     | 0 – 0    | barátságos mérkőzés | 35' 54' |
| 9.  | 2011. november 11.  | Moldova     | 2 – 0    | barátságos mérkőzés | 53'     |
| 10. | 2017. január 25.    | Jordánia    | 0 – 1    | barátságos mérkőzés | 88'     |

## Pályafutása
2011 nyarán egy évre kölcsönbe a Lombard Pápa csapatához került Lasa Totadze-vel együtt. 2012 tavaszán, a román Nicoreccel együtt a ZTE FC-hez került kölcsönbe. 2012 nyarán, miután a győri szakvezetés nem számolt a grúz idegenlégióssal, szerződését felbontották, a játékos pedig hazatért, a Metallurg Rustavihoz igazolt.